# Бухта Бражникова
Бу́хта Бра́жникова — бухта в вершине Амурского залива, у северо-западного побережья полуострова Муравьёва-Амурского. Названа в 1912 г. по фамилии гидролога и ихтиолога В. К. Бражникова. С юга входящий мыс — мыс Дальний, с севера — мыс Клыкова. Ширина на входе 2,2 км. Протяжённость береговой линии — 4,3 км. Площадь акватории 2,14 км². Бухта мелководна, наибольшая глубина не превышает 3 м. На южном побережье имеются пляжи. Восточное побережье низкое, к нему примыкает долина самой крупной реки Владивостока Богатой. Здесь расположена железнодорожная станция Океанская, промзоны, склады. Северный берег возвышен, покрыт широколиственным лесом. В XX веке в бухте располагалась ремонтная база гидросамолётов. В настоящее время используется в рекреационных целях летом, зимой является местом подлёдного лова для рыбаков-любителей.